# 懷廷峰
懷廷峰（英語：Whiting Peak）是南極洲的山峰，位於奧次地，處於蓋洛德嶺北部以東10公里，海拔高度約1,300米，以美國研究隊成員命名，現時由南極條約體系管理。